# Base aérienne 702 Avord
La base aérienne 702 Avord « Capitaine Georges Madon » de l'Armée de l'air française est la deuxième plus grande base aérienne de France après la base aérienne 125 Istres-Le Tubé. Elle est située sur les communes de Farges-en-Septaine et d'Avord, non loin de Bourges et de Baugy dans le département du Cher. 
Elle entretenait déjà une importante école d'aviation militaire, en 1915, lorsque le capitaine Georges Madon décrocha son brevet de pilote militaire. Cette école était spécialisée dans le perfectionnement des pilotes militaires, après l'obtention de leur brevet élémentaire, en particulier après un séjour sur les bases proches des villes de Chartres, d'Istres ou encore de Châteauroux. Elle développa notamment une expertise de formation dans le délicat vol de nuit. En 2025 elle fait partie des trois bases aériennes qualifiées de stratégiques par l'Armée de l'air.

## Histoire

### Origines
Un camp militaire est implanté entre 1871 et 1872. En 1873, le général Ducrot y crée la première école d'infanterie de l'armée française. qui sera en 1880 déplacée à Saint-Maixent dans les Deux-Sèvres. 
À l'automne 1908, le Prince d'Arenberg convainc ses collègues de l'Assemblée nationale de l'intérêt de créer une « station aéronautique » dans le département du Cher. La recherche d'un lieu approprié est lancée. Â la suite des grandes manœuvres de Picardie en 1910 qui ont révélé les services que l'aviation militaire pourrait rendre aux armées, le ministre de la Guerre s'intéresse au projet du Cher. Après la visite par le général Hirschauer, responsable de l'aérostation, du camp d'infanterie d'Avord, celui-ci est choisi pour devenir un « champ d'aviation ». Devant l'assemblée départementale, le prince d'Arenberg déclare alors que « Avord sera le Saumur de l'aviation »,.

### L'école d'aviation de 1912 à la fin de la Première Guerre mondiale
Créé le 23 juillet 1912, le « camp d'aviation » qui deviendra la future BA 702 Avord devient rapidement très actif avec l'instruction des recrues au pilotage élémentaire.
Dès 1916, le centre de formation au pilotage d'Avord devient la première école d'aviation au monde[réf. nécessaire],. Elle est complétée durant la Première Guerre mondiale par les écoles de la base aérienne 122 Chartres-Champhol (base fermée en 1997) et de la base aérienne 119 Pau (base fermée en 1972) ; à la fin du conflit, elle aura remis plus de 9 000 brevets de pilote. Elle comprendra jusqu'à 1 300 avions en 1918, 1 000 élève-pilotes et 3 000 mécaniciens.
Eugène Freyssinet conçoit en 1913 pour cette base huit hangars-voûtes en béton armé. Construits entre 1915 et 1917 par les établissements Limousin, ils sont destinés à l'entretien des avions biplans de l'école d'aviation. Ces hangars sont une prouesse technique pour l’époque. Ils auraient battu le record du monde de portée en maçonnerie détenu par le Panthéon de Rome, avec une structure en voûte de 46 m de portée.
Beaucoup d'as de l'aviation passent à l'instruction par Avord.

### Entre-deux-guerres
Antoine de Saint-Exupéry est affecté à la base d'Avord en avril 1922, dans le cadre de sa formation. En 1933, l'école se perfectionne dans le combat, et en 1935, les groupes de bombardement I/15 et II/15 y sont créés, avec des Farman F.221 et F.222, qui constituent ainsi la 15e escadre de bombardement de nuit.
En 1937 est créé le Bataillon de l'Air 127, qui utilise des Potez 25 et des Morane-Saulnier MS.230.

### L'école d'aviation pendant la Seconde Guerre mondiale
En mai 1940, une patrouille de défense aérienne du territoire est mise en place avec quatre chasseurs Morane-Saulnier MS.406 et quelques moniteurs. De 1940 à 1944, la base aérienne est occupée par les Allemands, qui l'utilisent alors comme centre d'entrainement, ainsi que comme base de bombardiers de la Luftwaffe.
La piste, jusqu'alors en herbe, est doublée et bétonnée par l'Organisation Todt, groupe de génie civil et militaire allemand, qui bâtit simultanément une tour de contrôle et de nombreux alvéoles pour stationner les avions.
En 1944, les bombardements alliés à répétition provoquent la fuite des Allemands, qui procèdent alors à la destruction systématique des installations. Les derniers soldats allemands quittent la région le 5 septembre, et la base est alors reprise et gardée par la résistance locale. Seuls deux des huit grands hangars de la base seront réhabilités.

### De 1945 à nos jours
Deux hangars non détruits en 1944 conservent leur destination aéronautique durant plusieurs années, en accueillant jusque dans les années 1960 un groupement d’instruction. Il ne reste plus en 2013 qu'un seul hangar de 60 m de longueur, 46 m de largeur à la base de la voûte et un peu plus de 11 m sous voûte, utilisé par un centre de formation sur les batteries de missiles sol-air SAMP/T.
Le 5 juillet 2022, Alain Berset, Conseiller fédéral de la Suisse, est intercepté par deux Rafale de l'armée de l'air pour avoir très brièvement coupé la zone à survol réglementé de l'aérodrome, alors qu'il pilotait un Cessna 182.

## Présentation

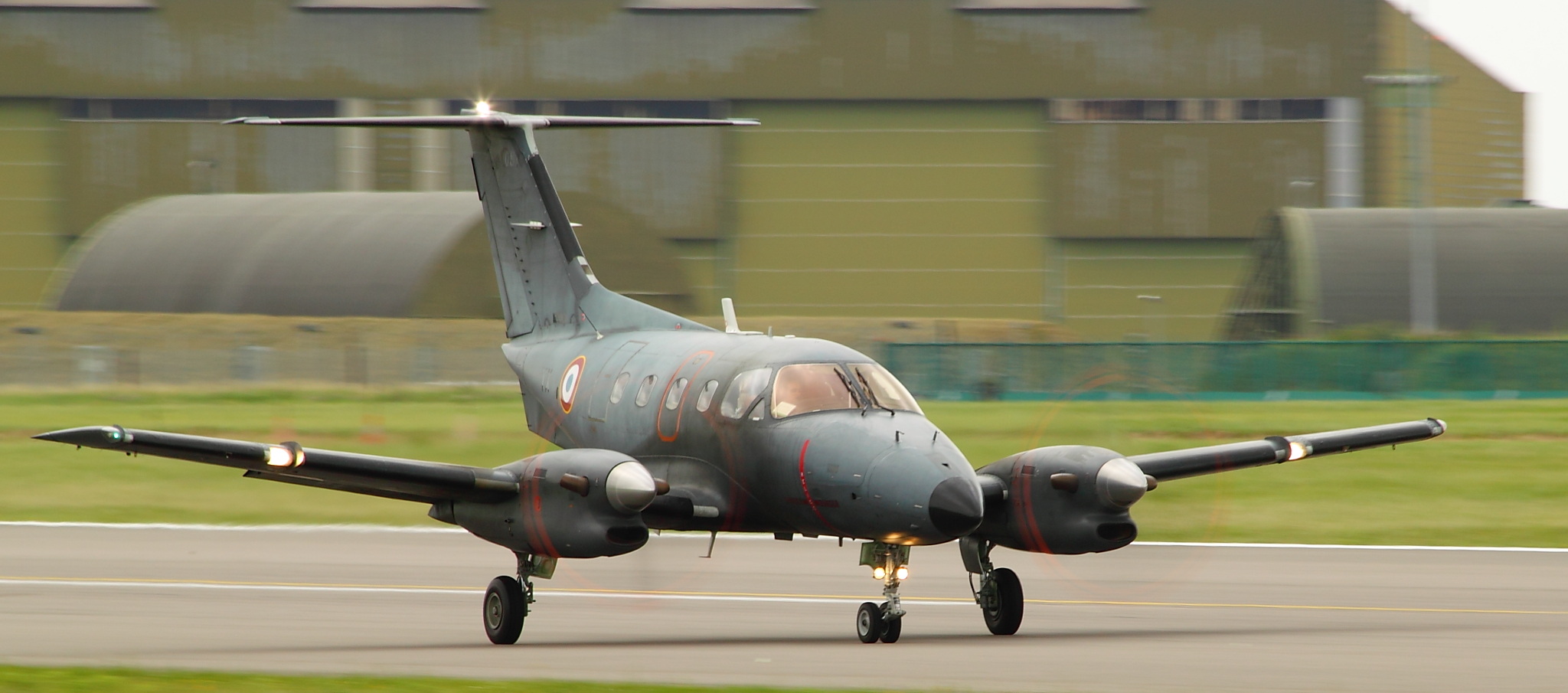
Embraer EMB-121 Xingu de l'Armée de l'air française au décollage en 2012.

Aujourd'hui, la base aérienne 702 d'Avord est une implantation de premier plan, comprenant notamment une école militaire, un escadron de défense sol-air, un groupement d'entretien et de réparation des matériels spécialisés, et depuis 1991 une unité de détection aéroportée équipée d'avions-radars « AWACS » assurant la surveillance du territoire.
Elle est aussi l'une des plus importantes bases militaires nucléaires[réf. nécessaire].

## Unités actuelles
Depuis le 3 septembre 2014, la BA 702 abrite deux escadres :
- la 36e escadre de commandement et de conduite aéroportée qui coiffe le 36e Escadron de Détection et de Contrôle Aéroportés Berry et l’Escadron de Soutien Technique Aéronautique 15.036 « Septaine »
- l'escadre sol-air de défense aérienne - 1er régiment d'artillerie de l'air qui coiffe notamment[16] l'escadron de défense sol-air 02/950 Sancerre avec ses lanceurs Crotale et son système SAMP Mamba.

La base abrite également les unités suivantes :
- l'école de l'aviation de transport 00.319 sur Embraer EMB-121 Xingu (vingt-trois Xingu)[17] ;
- l’Escadron de protection EP 1G.702 ;
- l’Escadron de Sécurité Incendie et de Sauvetage ESIS 1H.702
- la Section aérienne de réserve de l'armée de l'air (SARAA 702) ;
- l'escadron de transport de matériels spécialisés 91/523 ;
- la 4e compagnie opérationnelle du génie de l'air (4e COGA), unité appartenant au 25e régiment du génie de l'air situé à Istres ;
- la Brigade Motorisée de la gendarmerie de l'air. Chargée d'escortes au profit de l'armée de l'air ;
- une Brigade de gendarmerie de l'air ;
- la 87e antenne médicale (médecine des forces) du 14e CMA.

## Commandants
- Colonel Laurent Rataud ( - 4 juillet 2012[18]).
- Colonel Fabien Mandon (4 juillet 2012 - 3 septembre 2014)[19].
- Colonel Fabien Kuzniak (3 septembre 2014 - 30 août 2016).
- Colonel Fabrice Alborna (30 août 2016 - 7 septembre 2018).
- Colonel Géraud Laborie (7 septembre 2018 - 8 septembre 2020).
- Colonel Olivier Kaladjian (8 septembre 2020 - 31 août 2022).
- Colonel Richard Gros (31 août 2022 - 28 août 2024).
- Colonel Xavier Rival (28 août 2024 )